# Пламен Пасков
Пламен Панайотов Пасков (нар. 12 вересня 1965 року, Димитровград) — болгарський громадський і політичний діяч, політик та ветеринар за фахом. Учасник різних болгарських виборів як кандидат за громадянською квотою від різних політичних сил. Був безпартійним, і висловлював бажання не бути членом жодної партії.
Підтримує дії Володимира Путіна і російську сторону у російсько-українській війні, при цьому симпатизує не владі Путіна в Росії, а самопроголошеному президенту Білорусі Олександрові Лукашенку. Часто дає інтерв'ю державному пропагандистському телеканалу «Білорусь 1».

## Життєпис

### Ранні роки
Пламен Пасков народився 12 вересня 1965 року в місті Димитровград Народної Республіки Болгарія в родині Христинки та Панайота Паскових. Має молодшого брата Живка (нар. 1970). Пламен є нащадком болгар із села Дріпчево та села Лятно, які переселилися до Хасково та Димитровграда в роки створення та будівництва міст.

### Освіта
Закінчив природно-математичну середню школу «Іван Вазов» в Димитровграді з відзнакою в 1983 році. Між 1983 і 1985 роками був у військовій службі
Після закінчення навчання в 1990 році Пламен працював ветеринаром у Димитровграді, Пловдиві та інших містах Болгарії до 2000 року. Брав участь у створенні програмного забезпечення для управління ветеринарними клініками. За словами Пламена Паскова, розробка була дуже добре сприйнята на ветеринарному ринку Болгарії. Він сказав, що у 2000 році йому надійшло запрошення від великої ветеринарної клініки в Москві, де повинні були тестувати це програмне забезпечення, після чого Пламен виїхав до Москви з наміром залишитися там лише на 3-4 місяці, але потім залишився там остаточно. За його словами у 2001 році він впроваджував розробку в Московському ветеринарному товаристві.

## Політична діяльність
Певний період Пасков був частим гостем передач на партійному телебаченні «Альфа», де обговорював важливі світові проблеми.
На місцевих виборах у 2015 році він був незалежним кандидатом у мери муніципалітету Димитровград, підтримуваний політичною партією « Атака ». Він набрав 394 голоси (або 1,55%).
На президентських виборах Болгарії 2016 року був кандидатом у президенти Болгарії, висунутий ініціативним комітетом.
У першому турі президентських виборів, який відбувся 6 листопада 2016 року, пара кандидатів у президенти Пламен Пасков - Светозар Саєв набрала 10 103 фактичних голосів або 0,26 % поданих голосів.

## Дезінформація про Бучанську різанину
7 квітня 2022 року Пламен Пасков був гостем шоу «Дільниці» на болгарському телеканалі Євроком. Там він показував відео, яке, як він стверджує, було зроблене з різанини в Бучі, на якому зображено чоловіка в мішку для трупів, який пересувається та курить сигарету. Інтерв’ю розповсюдило «Возраждане» на партійному YouTube- каналі 7 квітня 2022 року під назвою «Пламен Пасков з блискучим аналізом російсько-української війни та ролі Болгарії». Пасков був кандидатом у депутати від партії у липні 2021 року.
Відео, яке опублікував Пламен Пасков, насправді містить бекстейдж зі зйомок кліпу на пісню російського репера Husky «Никогда-нибудь», що знімав художник-постановник Вася Іванов і опублікував у своєму профілі в TikTok 28 березня 2021 року, за рік до подій у Бучі і початку повномасштабного вторгнення.
Твердження Паскова про постановку подій у Бучі збігаються з офіційною позицією Кремля, який заперечує вбивства мирних жителів російською армією.